# Bahnhof Langenlonsheim
Der Bahnhof Langenlonsheim ist ein Trennungsbahnhof in der Gemeinde Langenlonsheim in Rheinland-Pfalz. Er befindet sich an Streckenkilometer 8,0 der Nahetalbahn und besitzt drei Bahnsteiggleise. Im Bahnhof zweigt die Hunsrückquerbahn Richtung Simmern ab, welche heute noch bis Stromberg im Güterverkehr genutzt wird.

## Geschichte
Der Bahnhof Langenlonsheim wurde 1858 als Bahnhof an der Nahetalbahn errichtet. Spätestens ab 1878 verfügte der Bahnhof über mindestens vier Gleise, wovon zwei Hauptgleise waren. 1889 wurde die Hunsrückquerbahn in den Bahnhof eingeführt. Der Bahnhof blieb jedoch nur ein Abzweigebahnhof, da die Personenzüge stets nach Bingerbrück oder Bad Kreuznach durchgebunden wurden. Die wenigen Züge, die im Bahnhof endeten, hatten nie lange Wartezeiten, bis sie nach Simmern zurückfuhren. Für die Züge aus dem Hunsrück gab es ein Stumpfgleis (Gleis 10), das in den 1980er Jahren abgebaut wurde. Ansonsten wurden hauptsächlich die Durchgangsgleise 1 und 2 sowie das Überholgleis 3 genutzt. Es bestanden auch Gütergleise, die hauptsächlich für Lokfahrten benutzt wurden. Im Jahr 1900 erhielt der Bahnhof zwei Weichen- und Signalstellwerke.
Am 10. Februar 1914 wurden „mit Eintritt der Dunkelheit“ für die Einfahrt aus Richtung Simmern neue „Doppellichtvorsignale“ in Betrieb genommen, die dem heute noch gebräuchlichen Modell des Formsignals entsprachen.
Von 1911 bis 1938 endete am Bahnhof die Linie 2 der danach stillgelegten Straßenbahn Bad Kreuznach.
In den 1930er Jahren wurde der Bahnhof ausgebaut und modernisiert, indem die von der Hindenburgbrücke kommende Strecke aus Rüdesheim sowie die Hunsrückquerbahn kreuzungsfrei eingefädelt wurden und die Stellwerke Langenlonsheim (Lf und Ln) erneuert wurden. Seit dem 1. April 1933 war die Blockstelle Hindenburgbrücke dem Bahnhof zugeordnet. Nachdem die Hindenburgbrücke im Zweiten Weltkrieg zerstört worden war, wurde nach 1945 das entsprechende Gleis wieder zurückgebaut. Reste dieser Einfädelung (Überführungsbauwerk und Gleisstumpf) sind heute noch vorhanden.
Bis in die 1960er Jahre hinein wurde der Personenverkehr über höhengleiche Bahnsteigzugänge abgewickelt, die inzwischen durch eine Überführung ersetzt wurden. Beim Bau der Unterführung entstand der Mittelbahnsteig an Gleis 2/3.
Die beiden mechanischen Stellwerke Lf und Ln wurden 1978 durch ein Drucktastenstellwerk DrL60 ersetzt. Hierbei wurden einige Gleise und Weichen entfernt, unter anderem auch Gleis 10. Bis 1984 hielten die Züge, die die Hunsrückquerbahn befuhren, nun auf Gleis 3.
In den 1990er Jahren wurden sämtliche Nebengleise abgebaut, so dass sich heute nur noch wenige Spuren finden, die von der ehemaligen Größe des Bahnhofs zeugen. Vorhanden sind noch das ehemalige Wärterstellwerk Ln, ein Ablaufberg und ein großer Birkenwald im Bereich der Gütergleise.

## Bahnanlagen
Während der Bahnhof heute nur noch über zwei durchgehende Hauptgleise und ein nicht durchgehendes Hauptgleis verfügt, besaß er früher weitaus mehr Gleise, die im Laufe der Jahrzehnte sukzessive abgebaut wurden. Eine große Bedeutung als Güterbahnhof hatte der Bahnhof dennoch nie inne, da die Güterzüge meistens bereits im Bahnhof Bingerbrück bespannt wurden.
Über dem Bahnhof befindet sich eine Personenüberführung zum gefahrfreien Übergang aus den 1960er Jahren. Die Überführung ist jedoch nicht barrierefrei, da ein entsprechender Ausbau bislang an Platzmangel und finanziellen Mitteln scheiterte. Der Ausbau der Überführung, insbesondere hinsichtlich der Barrierefreiheit, aber auch in Form der Erweiterung zum Industriegebiet östlich des Bahnhofs ist für 2024 vorgesehen.[veraltet]

## Gebäude
Das Empfangsgebäude befindet sich an der Naheweinstraße 184 und beherbergte einst ein Restaurant.